# Xenorhiza carinata
Xenorhiza carinata là một loài Hymenoptera trong họ Colletidae. Loài này được Hirashima mô tả khoa học năm 1996.